# Supercopa azerbaidjanesa de futbol
La Supercopa azerbaidjanesa de futbol (en àzeri: Azərbaycan Milli Futbol Superkuboku) és una competició futbolística de l'Azerbaidjan que enfronta anualment els campions de la Lliga Premier i de la Copa azerbaidjanesa de futbol. Va ser fundada el 1993 i va desaparèixer dos anys després, fins que en 2013 es va organitzar de nou.

## Historial
| 1993 | Neftchi Baku                                                                              | 4:1                                                                                       | Inshaatchi Baku                                                                           |                                                                                           |                                                                                           |
| 1994 | Qarabağ                                                                                   |                                                                                           |                                                                                           |                                                                                           |                                                                                           |
| 1995 | Neftchi Baku                                                                              | 1:1 (Penal8–7)                                                                            | Turan                                                                                     |                                                                                           |                                                                                           |
| 1996 | No hi va haver competició Neftchi Baku (Lliga Premier i Copa azerbaidjanesa de futbol)    | No hi va haver competició Neftchi Baku (Lliga Premier i Copa azerbaidjanesa de futbol)    | No hi va haver competició Neftchi Baku (Lliga Premier i Copa azerbaidjanesa de futbol)    | No hi va haver competició Neftchi Baku (Lliga Premier i Copa azerbaidjanesa de futbol)    | No hi va haver competició Neftchi Baku (Lliga Premier i Copa azerbaidjanesa de futbol)    |
| 1998 | No hi va haver competició Kapaz (Lliga Premier i Copa azerbaidjanesa de futbol)           | No hi va haver competició Kapaz (Lliga Premier i Copa azerbaidjanesa de futbol)           | No hi va haver competició Kapaz (Lliga Premier i Copa azerbaidjanesa de futbol)           | No hi va haver competició Kapaz (Lliga Premier i Copa azerbaidjanesa de futbol)           | No hi va haver competició Kapaz (Lliga Premier i Copa azerbaidjanesa de futbol)           |
| 2004 | No hi va haver competició Neftchi Baku (Lliga Premier i Copa azerbaidjanesa de futbol)    | No hi va haver competició Neftchi Baku (Lliga Premier i Copa azerbaidjanesa de futbol)    | No hi va haver competició Neftchi Baku (Lliga Premier i Copa azerbaidjanesa de futbol)    | No hi va haver competició Neftchi Baku (Lliga Premier i Copa azerbaidjanesa de futbol)    | No hi va haver competició Neftchi Baku (Lliga Premier i Copa azerbaidjanesa de futbol)    |
| 2007 | No hi va haver competició Khazar Lankaran (Lliga Premier i Copa azerbaidjanesa de futbol) | No hi va haver competició Khazar Lankaran (Lliga Premier i Copa azerbaidjanesa de futbol) | No hi va haver competició Khazar Lankaran (Lliga Premier i Copa azerbaidjanesa de futbol) | No hi va haver competició Khazar Lankaran (Lliga Premier i Copa azerbaidjanesa de futbol) | No hi va haver competició Khazar Lankaran (Lliga Premier i Copa azerbaidjanesa de futbol) |
| 2013 | Khazar Lankaran                                                                           | 2:1                                                                                       | Neftchi Baku                                                                              |                                                                                           |                                                                                           |

## Títols per Club
| Equip                    | Títols |
| Neftchi Baku             | 2      |
| Qarabağ, Khazar Lankaran | 1      |